# Târnăveni
Târnăveni é uma cidade da Roménia com 29.828 habitantes, localizada no distrito de Mureș.